# ريكو دان
ريكو دان (باليابانية: 団令子؛ بالكانا: だん れいこ) هي ممثلة يابانية، ولدت في 26 مارس 1935 في كيوتو في اليابان، وتوفيت في 24 نوفمبر 2003 في ميتاكا في اليابان.

## روابط خارجية
- ريكو دان على موقع IMDb (الإنجليزية)
- ريكو دان على موقع روتن توميتوز (الإنجليزية)
- ريكو دان على موقع ألو سيني (الفرنسية)
- ريكو دان على موقع قاعدة بيانات الفيلم (الإنجليزية)